# Stevie Crawford
Stephen Crawford (Dunfermline, Escocia, Reino Unido; 9 de enero de 1974) es un exfutbolista y entrenador escocés. Es segundo entrenador del Dundee United desde 2022.
Como futbolista, se desempeñó de delantero y pasó su carrera en clubes de Escocia e Inglaterra. A nivel internacional, disputó 25 encuentros y anotó cuatro goles con la selección de Escocia entre 1995 y 2004.
Durante su etapa en el  Raith Rovers en 2011 comenzó su carrera como entrenador.

## Clubes

### Como futbolista
| Club                            | País       | Año       |
| ------------------------------- | ---------- | --------- |
| Raith Rovers                    | Escocia    | 1992-1996 |
| Millwall                        | Inglaterra | 1996-1997 |
| Hibernian                       | Escocia    | 1997-2000 |
| Dunfermline Athletic (préstamo) | Escocia    | 1999-2000 |
| Dunfermline Athletic            | Escocia    | 2000-2004 |
| Plymouth Argyle                 | Inglaterra | 2004-2005 |
| Dundee United                   | Escocia    | 2005      |
| Aberdeen                        | Escocia    | 2005-2006 |
| Dunfermline Athletic            | Escocia    | 2006-2008 |
| East Fife                       | Escocia    | 2008-2011 |
| Cowdenbeath                     | Escocia    | 2011      |
| Forfar Athletic                 | Escocia    | 2011      |

### Como entrenador
| Club                             | País       | Año           |
| -------------------------------- | ---------- | ------------- |
| East Fife (Entrenador-jugador)   | Escocia    | 2009-2010     |
| East Fife (Interino)             | Escocia    | 2009          |
| Falkirk FC (Asistente)           | Escocia    | 2011-2014     |
| Heart of Midlothian (Asistente)  | Escocia    | 2014-2016     |
| MK Dons (Asistente)              | Inglaterra | 2016-2018     |
| Dunfermline Athletic (Asistente) | Escocia    | 2018          |
| Dunfermline Athletic             | Escocia    | 2018-2021     |
| Edinburgh City (asistente)       | Escocia    | 2021          |
| East Fife                        | Escocia    | 2021-2022     |
| Dundee United (asistente)        | Escocia    | 2022-presente |

## Palmarés

### Títulos nacionales
| Título                                  | Club         | País    | Año     |
| --------------------------------------- | ------------ | ------- | ------- |
| Scottish Football League First Division | Raith Rovers | Escocia | 1992-93 |
| Scottish Football League First Division | Raith Rovers | Escocia | 1992-93 |
| Copa de la Liga de Escocia              | Raith Rovers | Escocia | 1994-95 |
| Scottish Football League First Division | Hibernian    | Escocia | 1998-99 |

### Distinciones individuales
| Distinción                                    | Año       |
| --------------------------------------------- | --------- |
| Jugador del año de la Scottish First Division | 1999-2000 |